# كارل فيرت
كارل فيرت (بالإنجليزية: Carl Veart)‏ (21 مايو 1970 أستراليا - ) هو لاعب كرة قدم أسترالي، يلعب كمهاجم، شارك في الألعاب الأولمبية الصيفية 1992.

## روابط خارجية
- كارل فيرت على موقع قاعدة بيانات كرة القدم.إي يو (الإنجليزية)
- كارل فيرت على موقع ناشيونال فوتبول تيمز (الإنجليزية)
- كارل فيرت على موقع عالم كرة القدم.نت (الإنجليزية)
- كارل فيرت على موقع اللجنة الأولمبية الدولية (الإنجليزية)
- كارل فيرت على موقع أوليمبيديا (الإنجليزية)
- كارل فيرت على موقع اللجنة الأولمبية الأسترالية (الإنجليزية)